# Hang You from the Heavens
"Hang You from the Heavens" to debiutancki singel amerykańskiego zespołu grającego alternatywny rock, The Dead Weather. Wydany został 11 marca 2009 roku; na drugiej stronie singla umieszczono cover piosenki Gary'ego Numan'a "Are 'Friends' Electric?". Singiel został rozpowszechniony poprzez iTunes i jako limitowany winyl, wydany w 150 kopiach, który został rozdany publiczności podczas debiutanckiego koncertu z okazji otwarcia głównej siedziby Third Man Records. Winyl został potem ponownie wprowadzony do sprzedaży stronie internetowej zespołu i w sklepach muzycznych. 
Piosenkę udostępniono jako downloadable content dla gry Rock Band, 14 lipca 2009 roku, razem z "No Hassle Night" i "Treat Me Like Your Mother."

## Lista utworów
1. "Hang You From The Heavens" (Dean Fertita/Alison Mosshart) - 3:39
2. "Are Friends Electric?"  (Gary Numan) - 4:24

## Twórcy
- Alison Mosshart – śpiew, gitara
- Dean Fertita – gitara
- Jack Lawrence – gitara basowa
- Jack White – perkusja, śpiew, produkcja